# Racomitrium laetum
Racomitrium laetum là một loài Rêu trong họ Grimmiaceae. Loài này được Besch. & Cardot mô tả khoa học đầu tiên năm 1908.